# Maria Pęczkowska
Maria Pęczkowska, także Mija Pęczkowska z domu Frenkel (ur. 14 lipca 1896, zm. 4 września 1981) – dziennikarka Expressu Ilustrowanego, żołnierka POW i AK.

## Życiorys
Pochodziła z Warszawy. W 1920 pracowała jako stenotypistka w Adiutanturze Generalnej Naczelnika Państwa i Naczelnego Wodza pod dowództwem Tadeusza Piskora. Około 1934 została dziennikarką. Początkowo pracowała jako dziennikarka w Warszawie. Do 1939 mieszkała w Kielcach. Podczas II wojny światowej należała do POW oraz Armii Krajowej.
Po wojnie zamieszkała w Łodzi z siostrą Izabelą Sztromajer i jej rodziną. Początkowo pracowała w „Echu”, a w 1946 rozpoczęła pracę w „Expressie Ilustrowanym”, w dziale interwencji, angażując się we wspieranie czytelników gazety. Do 1949 była jedną z nielicznych kobiet–dziennikarek w Łodzi. Była zaangażowana w prowadzenie Działu Listów I Interwencji w „Expressie Ilustrowanym”, co przysporzyło jej znaczącej popularności wśród czytelników. Była zaangażowana w pomoc rodzicom krzywdzonych dzieci, dzieciom krzywdzonych przez rodziców oraz pracownikom pokrzywdzonym przez instytucje. Jej działalność miała wpływ na uzupełnianie luk w przepisach prawnych.
Należała do Stowarzyszenia Dziennikarzy Polskich.

### Życie prywatne
Pęczkowska pochodziła z rodziny Frenkel. Jej ojcem był urzędnik w fabryce przy ul. Sienkiewicza w Łodzi. Pęczkowska miała pięcioro rodzeństwa, w tym m.in. brata Mieczysława (zm. 1920) – odznaczonego Krzyżem Virtuti Militari, i Edmunda – odznaczonego 2-krotnie Krzyżem Walecznych. Została pochowana na cmentarzu ewangelicko-augsburskim przy ul. Ogrodowej w Łodzi (sektor: 35-L2, rząd: I, nr grobu 16).

## Wyróżnienia
- Krzyż Niepodległości[4],
- Krzyż Kawalerski Orderu Odrodzenia Polski[4][8],
- Medal 10-lecia Polski Ludowej,
- Honorowa Odznaka Miasta Łodzi,
- Odznaka 1000-lecia Państwa Polskiego[8],
- Nominacja w plebiscycie Łodzianina Roku (1969)[8].
- Bohater Dnia Codziennego (1982) w plebiscycie Towarzystwa Przyjaciół Łodzi za wieloletnią pracę w dziennikarstwie w Dziale Listów I Interwencji[10].